# Idiocerus trigonius
Idiocerus trigonius är en insektsart som beskrevs av Zhang och Wu 2000. Idiocerus trigonius ingår i släktet Idiocerus och familjen dvärgstritar. Inga underarter finns listade i Catalogue of Life.